# Ikonometer

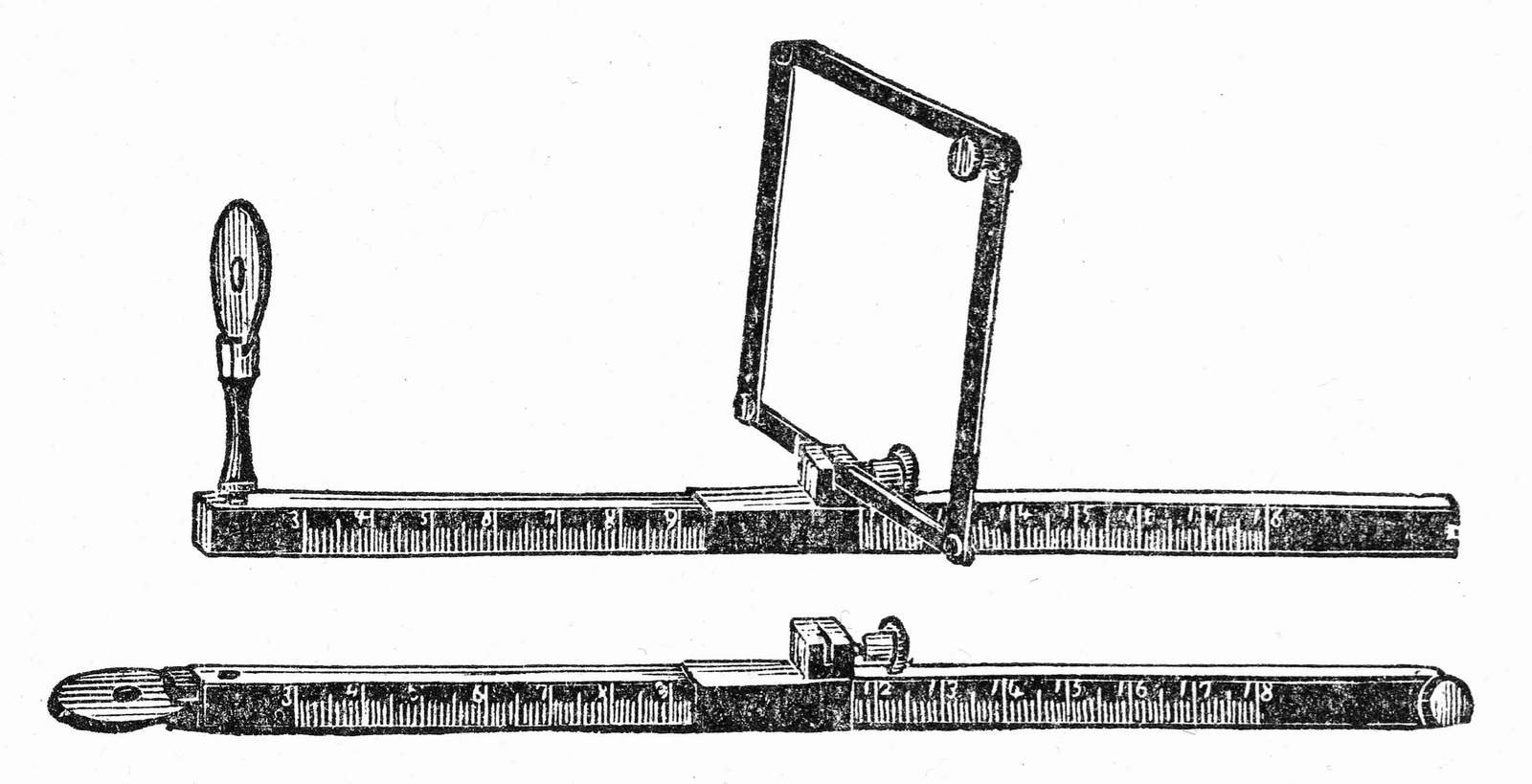
Zerlegbarer Ikonometer (um 1900)

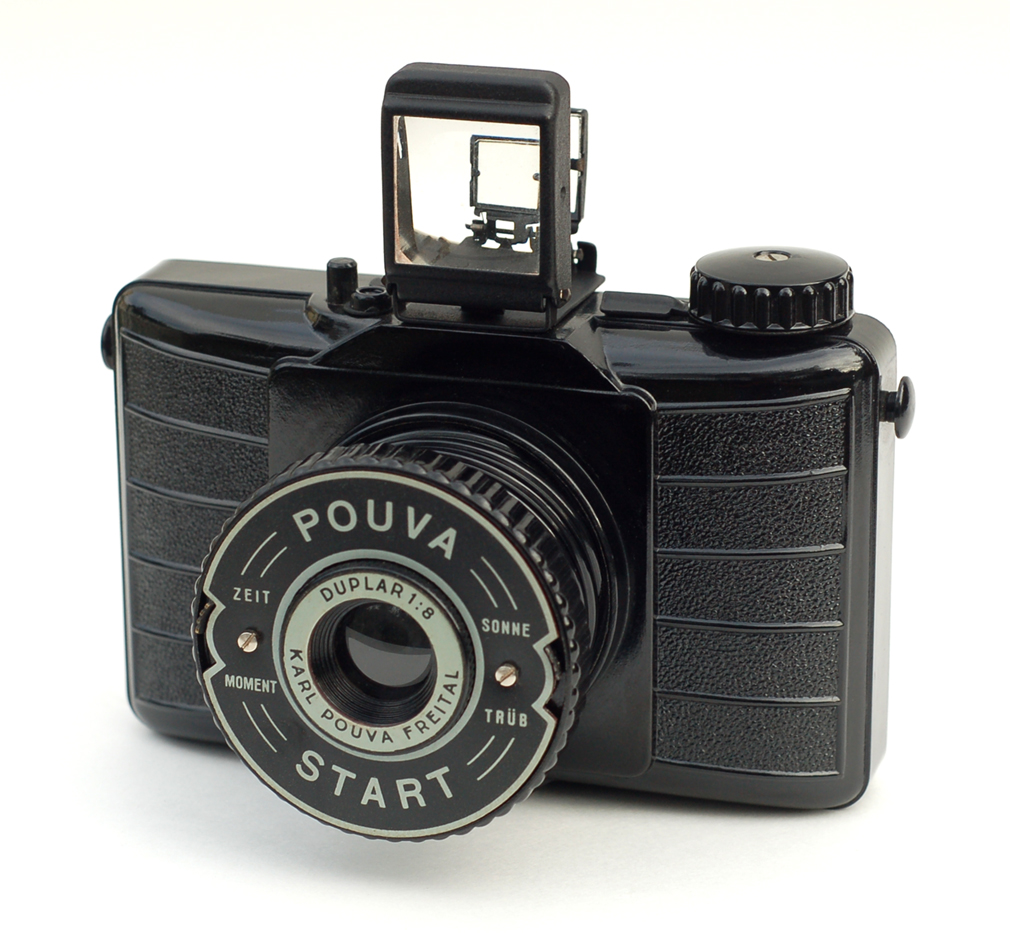
Pouva Start mit aufgeklappten Rahmensucher (um 1950)

Ein Ikonometer, auch Rahmensucher, Bildmesser, Ausschnittmesser, später auch Sportsucher genannt, ist eine Vorrichtung zur Einteilung des Bildes für Handkameras.

## Beschreibung
Der Ikonometer besteht aus einer mit Millimetereinteilung versehenen Metallstange, auf der ein kleiner Rahmen auf einem Reiter verschiebbar angebracht ist. Das eine Ende trägt eine kleine Scheibe mit Öffnung (Diopter). Visiert man durch die Öffnung und den Rahmen, so sieht man den gewünschten Bildausschnitt.
Die Größe des Rahmenausschnitts und der Abstand des Visierlochs vom Rähmchen müssen entsprechend der Brennweite und dem Bildwinkel des benutzten Objektivs vorher auf der Metallstange eingestellt werden.
Ausklappbare Rahmensucher wurden später direkt auf die Handkameras installiert.